# Сакаласеу-Ноу
Сакаласеу-Ноу (рум. Sacalasău Nou) — село у повіті Біхор в Румунії. Входить до складу комуни Дерна.
Село розташоване на відстані 422 км на північний захід від Бухареста, 33 км на схід від Ораді, 106 км на північний захід від Клуж-Напоки.

## Населення
За даними перепису населення 2002 року у селі проживала 321 особа.
Національний склад населення села:
| Національність | Кількість осіб | Відсоток |
| -------------- | -------------- | -------- |
| словаки        | 305            | 95,0%    |
| румуни         | 10             | 3,1%     |
| угорці         | 6              | 1,9%     |

Рідною мовою назвали:
| Мова      | Кількість осіб | Відсоток |
| --------- | -------------- | -------- |
| словацька | 309            | 96,3%    |
| румунська | 7              | 2,2%     |
| угорська  | 5              | 1,6%     |